# 利津卡
46°54′5″N 30°38′41″E / 46.90139°N 30.64472°E
利津卡（烏克蘭語：Лізинка）是位於烏克蘭西南部的村莊，由敖德萨州敖德萨区的克拉斯諾西爾卡市鎮負責管轄。該村始建於1926年，面積0.63平方公里，海拔高度27米，2001年人口175，人口密度每平方公里280人。